# Tomasz Kłos
Tomasz Kłos (Zgierz, 1973. március 7. –) lengyel válogatott labdarúgó.

## Pályafutása

### Klubcsapatban
1995 és 1998 között az ŁKS Łódź csapatában játszott, melynek tagjaként 1998-ban lengyel bajnoki címet szerzett. 1998 és 2000 között a francia Auxerre játékosa volt. 2001 és 2003 között Németországban szerepelt, ahol a Kaiserslautern és a Köln labdarúgója volt. 2004 és 2006 között a Wisła Kraków csapatát erősítette és 2005-ben újabb bajnoki címet szerzett. 2007 és 2008 között az ŁKS Łódź-ban játszott.

### A válogatottban
1998 és 2006 között 69 alkalommal szerepelt a lengyel válogatottban és 6 gólt szerzett. Részt vett a 2002-es világbajnokságon. Dél-Korea ellen csereként, az Egyesült Államok elleni csoportmérkőzésen pedig kezdőként kapott lehetőséget. Portugália ellen nem lépett pályára.

## Sikerei, díjai
ŁKS Łódź
- Lengyel bajnok (1): 1997–98

Wisła Kraków
- Lengyel bajnok (1): 2004–05

## Külső hivatkozások
- Tomasz Kłos adatlapja a National-Football-Teams.com oldalon (angolul)

- Tomasz Kłos (angol nyelven). FootballDatabase.eu
- Tomasz Kłos (angol nyelven). eu-football.info
- Tomasz Kłos (lengyel nyelven). 90minut.pl
- Tomasz Kłos (német nyelven). kicker.de
- Tomasz Kłos adatlapja a worldfootball.net oldalon (angolul)